# David Wise
David Wise (ur. 30 czerwca 1990 w Reno) – amerykański narciarz dowolny specjalizujący się w halfpipe'ie. W 2013 roku wywalczył złoty medal w halfpipe'ie na mistrzostwach świata w Voss. Na rozgrywanych rok później igrzyskach olimpijskich w Soczi został pierwszym w historii mistrzem olimpijskim w tej konkurencji. Tytuł mistrza olimpijskiego obronił podczas igrzysk w Pjongczangu w 2018 roku. W zawodach Pucharu Świata zadebiutował 31 stycznia 2009 roku w Park City, zajmując 12. miejsce. Tym samym już w swoim debiucie zdobył pierwsze pucharowe punkty. Na podium zawodów tego cyklu po raz pierwszy stanął 19 marca 2009 roku w La Plagne, kończąc rywalizację na drugiej pozycji. Rozdzielił tam Francuza Kevina Rollanda i Nilsa Laupera ze Szwajcarii. 
Najlepsze wyniki w osiągnął w sezonie 2014/2015, kiedy to zajął 6. miejsce w klasyfikacji generalnej, a w klasyfikacji halfpipe'u wywalczył Małą Kryształową Kulę. Wise jest także wicemistrzem świata juniorów w halfpipe'ie z 2010 r. oraz czterokrotnym złotym medalistą Winter X Games w konkurencji SuperPipe.

## Osiągnięcia

### Igrzyska olimpijskie
| Miejsce | Dzień     | Rok  | Miejscowość | Konkurencja | Zwycięzca     |
| ------- | --------- | ---- | ----------- | ----------- | ------------- |
| 1.      | 18 lutego | 2014 | Soczi       | Halfpipe    | –             |
| 1.      | 22 lutego | 2018 | Pjongczang  | Halfpipe    | –             |
| 2.      | 19 lutego | 2022 | Pekin       | Halfpipe    | Nico Porteous |

### Mistrzostwa świata
| Miejsce | Dzień    | Rok  | Miejscowość   | Konkurencja | Zwycięzca            |
| ------- | -------- | ---- | ------------- | ----------- | -------------------- |
| 4.      | 5 marca  | 2009 | Inawashiro    | Halfpipe    | Kevin Rolland        |
| 4.      | 5 lutego | 2011 | Deer Valley   | Halfpipe    | Micheal Riddle       |
| 1.      | 5 marca  | 2013 | Voss          | Halfpipe    | –                    |
| 4.      | 18 marca | 2017 | Sierra Nevada | Halfpipe    | Aaron Blunck         |
| 7.      | 9 lutego | 2019 | Park City     | Halfpipe    | Aaron Blunck         |
| 10.     | 12 marca | 2021 | Aspen         | Halfpipe    | Nico Porteous        |
| 9.      | 4 marca  | 2023 | Bakuriani     | Halfpipe    | Brendan Mackay       |
| 11.     | 30 marca | 2025 | Engadyna      | Halfpipe    | Finley Melville Ives |

### Puchar Świata

#### Miejsca w klasyfikacji generalnej
- sezon 2008/2009: 42.
- sezon 2010/2011: 25.
- sezon 2011/2012: 22.
- sezon 2012/2013: 13.
- sezon 2013/2014: 50.
- sezon 2014/2015: 6.
- sezon 2015/2016: 42.
- sezon 2016/2017: 60.
- sezon 2017/2018: 8.
- sezon 2018/2019: 18.
- sezon 2019/2020: 31.

Od sezonu 2020/2021 klasyfikacja generalna została zastąpiona przez klasyfikację Park & Pipe (OPP), łączącą slopestyle, halfpipe oraz big air.
- sezon 2020/2021: 25.
- sezon 2021/2022: 11.
- sezon 2022/2023: 10.
- sezon 2023/2024: 30.
- sezon 2024/2025: 24.

#### Zwycięstwa w zawodach
1. Mammoth Mountain – 4 marca 2012 (halfpipe)
2. Park City – 2 lutego 2013 (halfpipe)
3. Breckenridge – 12 stycznia 2014 (halfpipe)
4. Copper Mountain – 6 grudnia 2014 (halfpipe)
5. Copper Mountain – 8 grudnia 2017 (halfpipe)
6. Snowmass – 12 stycznia 2018 (halfpipe)
7. Calgary – 16 lutego 2019 (halfpipe)

#### Miejsca na podium
1. La Plagne – 19 marca 2009 (halfpipe) – 2. miejsce
2. La Plagne – 20 marca 2011 (halfpipe) – 3. miejsce
3. La Plagne – 20 marca 2011 (halfpipe) – 2. miejsce
4. Copper Mountain – 11 stycznia 2013 (halfpipe) – 3. miejsce
5. Park City – 28 lutego 2015 (halfpipe) – 3. miejsce
6. Tignes – 12 marca 2015 (halfpipe) – 2. miejsce
7. Mammoth Mountain – 23 stycznia 2016 (halfpipe) – 2. miejsce
8. Copper Mountain – 7 grudnia 2018 (halfpipe) – 3. miejsce
9. Copper Mountain – 13 grudnia 2019 (halfpipe) – 2. miejsce
10. Mammoth Mountain – 8 stycznia 2022 (halfpipe) – 2. miejsce
11. Mammoth Mountain – 3 lutego 2023 (halfpipe) – 3. miejsce
12. Secret Garen – 7 grudnia 2024 (halfpipe) – 3. miejsce

- W sumie (7 zwycięstw, 6 drugich i 5 trzecich miejsca).